# セガラリー2006
『セガラリー2006』 (SEGA RALLY 2006) は 、セガが発売したレースゲームのタイトルである。PlayStation 2で発売。多機種展開はなし。

## 概要
今作ではセガラリーチャンピオンシップの優勝を目指すというキャリアモードが追加されている。
レースの駆け引きが主だったコンシューマ版「オリジナル｣と「2｣に対し、今作はラリーカーを操る快感を優先して作られた。
またタイムアタック方式や実際のラリーで使われるラリー方式も追加されている(レースについてはキャリアモードのみ8台)。
初回限定版には、同梱特典として復刻版「セガラリーチャンピオンシップ」が同梱されていた。（ちなみに、設定画面はセガのレトロゲームを復刻しているSEGA AGES 2500シリーズに使われている物と同一の物が使われている）
上記「復刻版｣の内容は主にMODEL2オリジナル版後期型のコンバート移植であり、リプレイやランチアストラトスなどオリジナルコンシューマ版にあった隠し要素は当然収録されていないが、チャンピオンシップモードにおいて敵車が早回しで登場することや、プラクティスモードにおいて敵車が遅いことを除けば良好な移植となっている。
初代セガラリーはM2による移植。

## キャリアモード
今作のメインモードであり、最初はアマチュアからスタートし、ノーマルカーの5種から好きな車両を選んでゲームが始まる。レースで稼いだ賞金で車両を改造してレース優勝を狙うのが目的。アマチュアレースは3チャンス制のタイムアタックやトーナメントレースや8台の車とバトルするレースやラリー方式のタイムアタックがある。シリーズ戦ではオールアマチュアラリー選手権・ダート選手権・サーキット選手権を始めとしたシリーズ戦も豊富である。またアーケードモード隠し車種とのタイマンバトルに勝利すれば、アーケードモード隠し車種が手に入る。各レースで優勝・総合優勝すればパーツや車両やコレクションCDが手に入る。更に3位以内に入賞すればトロフィー獲得とタイムアタックモードでキャリアモードで使用したコースが解放される。好成績を収めるとスポンサー契約に誘われる可能性がある。メインスポンサーに契約すると、契約期限満了日までに一定の賞金を入手すると、達成ボーナスとして多くの金額がもらえる。サブスポンサーに契約すると、契約期限満了日までに指定のレースに参加するか一定の順位に入賞すると、達成ボーナスとして少しの金額がもらえる。更にオールアマチュア選手権シリーズなどで好成績を収めると、プロからのオファーが来る場合もある。プロフェッショナル契約をすると、SRCのレースに出場できるようになる。ただしプロフェッショナル契約中はアマチュアのスポンサーの契約を強制的に解約され、アマチュアレースが参戦できなくなり、アマチュアシリーズ戦も強制的に棄権され、シリーズ戦の総合成績も失う。プロフェッショナル契約では契約条件があり、契約期限満了日までに最初のラウンドでは6位以内に入賞する事と2ラウンド目以降は契約期限満了日までに一定のドライバーズポイントを獲得する事で達成ボーナスとして金額が手に入り、次の条件で契約継続となる。契約期限満了日までに契約条件を達成できなかったらプロ契約は解雇され、次のプロ契約のメーカーを契約しないと再びアマチュアに戻されてしまう。SRCのレースは全戦ラリー方式のレースで、個人戦とチーム戦で総合成績を競い合う。また獲得賞金にチームボーナスがあり、チームの総合順位に応じてチームボーナスが多くなる。見事ドライバーズで総合優勝すれば、超高額な賞金が手に入り、契約メーカーの車両が手に入り、エンディングに突入し全ての年度の総合成績が表示されキャリアモードクリアとなる。クリア後もキャリアモードは続く。

## 登場車種
- ノーマルカー
  - スバル・インプレッサWRX STi(GDBC型)
  - 三菱・ランサーエボリューションVIII MR
  - クサラ 2.0i16V VTS
  - プジョー・206 RC
  - フォード・フォーカス RS8
- ラリーカー
  - スバル・インプレッサ RALLYCAR
  - 三菱・ランサーエボリューションVIII MR RALLYCAR
  - シトロエン・クサラ RALLYCROSS
  - プジョー307 SportWRC
  - フォード・フォーカス AIR FORCE RESERVE RALLYCAR
  - トヨタ・セリカ GT-FOUR ST205（アーケードモード隠し車種）
  - ランチア・デルタ HFインテグラーレ（アーケードモード隠し車種）
  - ランチア・ストラトス HF（アーケードモード隠し車種）